# Bonifay
Bonifay è un comune degli Stati Uniti d'America, situato in Florida, nella Contea di Holmes.